# Hypena toyi
Hypena toyi là một loài bướm đêm trong họ Erebidae.